# The Cox Family
A banda The Cox Family é uma banda americana de bluegrass da cidade de Cotton Valley, estado da Louisiana, formada em 1976.

## História
Os membros do grupo tocaram juntos pela primeira vez em 1976. O seu perfil foi aumentado consideravelmente quando se reuniram a Alison Krauss no início dos anos 90, que posteriormente produziu e participou de alguns de seus álbuns.

## Formação
- Evelyn Cox (b. June 20, 1959) - guitarra, vocal
- Lynn Cox - (Bass)vocals
- Sidney Cox - (b. July 21, 1965) - banjo, dobro, guitarra, vocal
- Suzanne Cox - (b. June 5, 1967) - bandolim, vocal
- Willard Cox - (b. June 9, 1937) - violino, vocal
- Greg Underwood - baixo, vocal

## Discografia
- Quiet Storm (Wilcox Records)
- Everybody's Reaching Out For Someone (Rounder, 1993)
- I Know Who Holds Tomorrow (Rounder, 1994)
- Beyond the City (Rounder, 1995)
- Just When We're Thinking It's Over (Asylum, 1996)

## Prêmios
- 1994 Grammy Award - Best Country/Gospel/Bluegrass Album: "I Know Who Holds Tomorrow"
- 1996 Grammy Award - Best Southern Gospel, Country Gospel or Bluegrass Gospel Album: "Amazing Grace: A Country Salute to Gospel" (em conjunto com outros artistas)